# Federazione calcistica del Paraguay
La Federazione calcistica del Paraguay (spa. Asociación Paraguaya de Fútbol, acronimo APF - guar. Paraguái Mangapy Atyguasu) è l'ente che governa il calcio in Paraguay.
Fondata nel 1906, come Liga Paraguaya de Foot Ball Association, su iniziativa dei cinque club calcistici esistenti al tempo (Olimpia, Guaraní, Libertad, General Díaz, e Nacional); si affiliò alla FIFA nel 1925 e al CONMEBOL nel 1921.
Nel 1991 la federazione cambiò nome in quello attuale. Ha sede nella capitale Asunción e controlla il campionato nazionale e la Nazionale del paese.